# Bettina

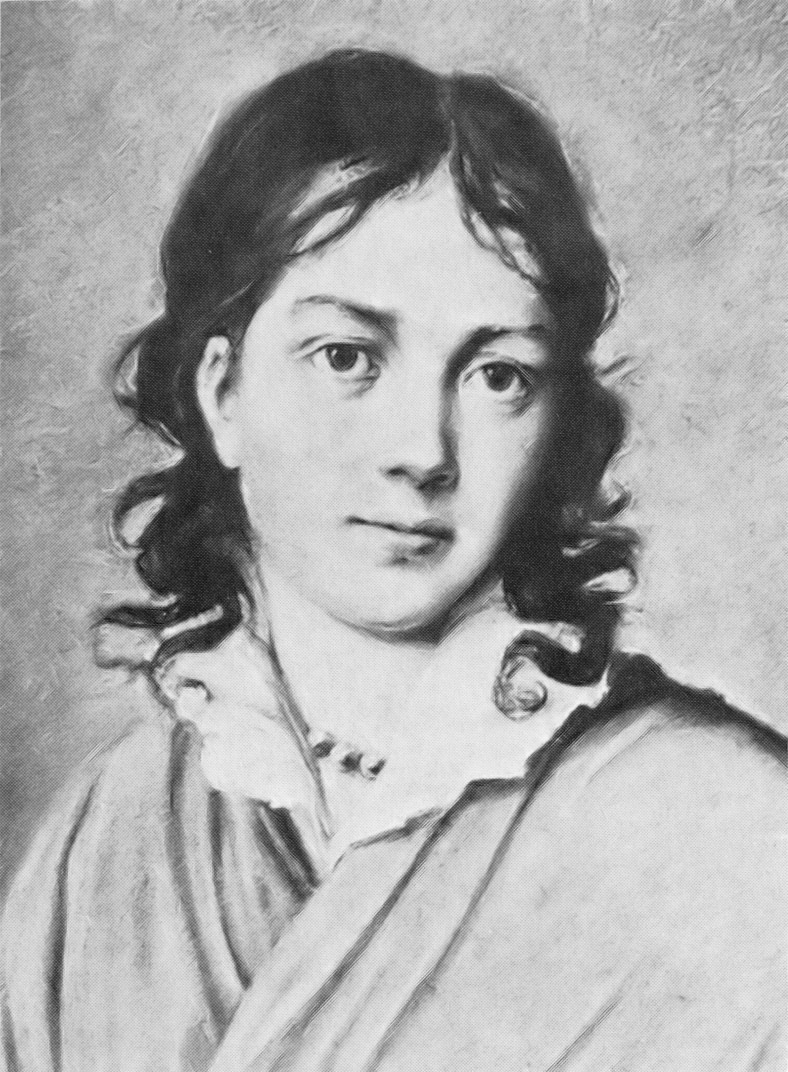
Bettina von Arnim

Bettina är en diminutivform av Elisabet, ett smeknamn för Betty eller en italiensk diminutivform av Benedetta. Namnet har inlånats via tyskan.
Den 31 december 2014 fanns det totalt 654 kvinnor folkbokförda i Sverige med namnet Bettina, varav 406 bar det som tilltalsnamn.
Namnsdag: saknas i Sverige. i den Norge 8 mars. I den finlandssvenska namnsdagslängden har Bettina namnsdag 19 november sedan 2005.

## Personer med namnet Bettina
- Bettina von Arnim, tysk författare
- Bettina Bernadotte, dotter till greve Lennart Bernadotte
- Bettina Bunge, tysk tennisspelare
- Bettina Galvagni, tyskspråkig italiensk författare
- Bettina Heltberg, dansk författare
- Bettina Kashefi, svensk politiker (m)
- Bettina Röhl, tysk journalist
- Bettina Soriat, österrikisk sångerska
- Bettina Sågbom-Ek, finlandssvensk programledare
- Bettina Wiegmann, tysk fotbollsspelare
- Bettina Wulff, hustru till Christian Wulff (Tysklands förbundspresident mellan 2010 och 2012)